# Sebastian Stolze
Pour les articles homonymes, voir Stolze.
Sebastian Stolze, né le 29 janvier 1995 à Leinefelde-Worbis, est un footballeur allemand. Il évolue au poste d'ailier au SV Sandhausen.

## Carrière

### En club
Lors de la saison 2016-2017, il inscrit dix buts et réalise trois passes décisives en vingt-neuf matchs avec l'équipe réserve du VfL Wolfsburg.
Il est prêté un an au Jahn Regensburg lors de l'été 2017.

### En sélection
Stolze est convoqué pour disputer l'Euro des moins de 19 ans en 2014. Lors de cette compétition, il ne joue qu'un seul match, contre l'Autriche, en demi-finale. Les Allemands remportent le tournoi en battant le Portugal en finale.

## Statistiques
| Saison                | Club                  | Championnat           | Championnat | Championnat | Coupe(s) nationale(s) | Coupe(s) nationale(s) | Total | Total |
| Saison                | Club                  | Division              | M.          | B.          | M.                    | B.                    | M.    | B.    |
| 2013-2014             | FC Rot-Weiss Erfurt   | 3. Liga               | 13          | 1           | 0                     | 0                     | 13    | 1     |
| Sous-total            | Sous-total            | Sous-total            | 13          | 1           | 0                     | 0                     | 13    | 1     |
| 2014-2015             | VfL Wolfsburg rés.    | Regionalliga          | 22          | 5           | -                     | -                     | 22    | 5     |
| 2015-2016             | VfL Wolfsburg rés.    | Regionalliga          | 30          | 7           | -                     | -                     | 30    | 7     |
| 2016-2017             | VfL Wolfsburg rés.    | Regionalliga          | 29          | 10          | -                     | -                     | 29    | 10    |
| Sous-total            | Sous-total            | Sous-total            | 81          | 22          | -                     | -                     | 81    | 22    |
| 2017-2018             | Jahn Ratisbonne       | 2.Bundesliga          | 27          | 3           | -                     | -                     | 27    | 3     |
| 2018-2019             | Jahn Ratisbonne       | 2.Bundesliga          | 30          | 3           | 1                     | 0                     | 31    | 3     |
| 2019-2020             | Jahn Ratisbonne       | 2.Bundesliga          | 28          | 8           | 1                     | 0                     | 29    | 8     |
| 2020-2021             | Jahn Ratisbonne       | 2.Bundesliga          | 26          | 6           | 3                     | 0                     | 29    | 6     |
| Sous-total            | Sous-total            | Sous-total            | 111         | 20          | 5                     | 0                     | 116   | 20    |
| 2021-2022             | Hanovre 96            | 2.Bundesliga          | 29          | 2           | 4                     | 0                     | 33    | 2     |
| 2022-2023             | Hanovre 96            | 2.Bundesliga          | 7           | 0           | 1                     | 0                     | 8     | 0     |
| Sous-total            | Sous-total            | Sous-total            | 36          | 2           | 5                     | 0                     | 41    | 2     |
| 2023-2024             | SV Sandhausen         | 3.Liga                | 1           | 0           | 1                     | 0                     | 2     | 0     |
| Sous-total            | Sous-total            | Sous-total            | 1           | 0           | 1                     | 0                     | 2     | 0     |
| Total sur la carrière | Total sur la carrière | Total sur la carrière | 242         | 45          | 11                    | 0                     | 253   | 45    |

## Palmarès
Il remporte l'Euro des moins de 19 ans en 2014 avec l'équipe d'Allemagne.